# Избори за опозив гувернера Калифорније 2003.
Избори за опозив гувернера Калифорније су били специјални избори одржани 2003. године по дозвољеном закону Калифорније. Резултат овог избора је био да су гласачи заменили тадашњег демократског гувернера Греја Дејвиса републиканцем Арнолдом Шварценегером. 
Покушај опозива је обухватио другу половину 2003. године. Седам од девет претходних гувернера, укључујући Дејвиса, су се суочили са неуспешним покушајима опозива. Након неколико правних и процедуралних напора које нису успеле да га зауставе, први избори за опозив гувернера у Калифорнији су одржани 7. октобра, а резултати су били потврђени 14. новембра 2003, што је Дејвиса учинило првим опозваним гувернером у историји Калифорније, и други у америчкој историји. Калифорнија је једна од 19 држава која дозвољава опозиве, а након 18 година ових избора Калифорнија ће одржати друге изборе за опозив 2021. године.

## Историја опозива у Калифорнији
Процес опозива у Калифорнији је уведен у закон 1911. године као резултат реформи Прогресивне ере које су се рашириле широм Сједињених Држава крајем 19. и почетком 20. века. Способност опозива изабраних званичника дошла је заједно са иницијативом и референдумским процесима. На челу покрета у Калифорнији био је републикански гувернер и реформатор Хајрам Џонсон, који је процес опозива назвао "мером предострожности којом се несклони званичник може уклонити". Политичари не морају починити никакву незаконитост да би били опозвани. Ако изабрани званичник почини кривично дело док је на функцији, законодавно тело државе може одржати суђења за опозив. За опозив је потребна само воља народа да би се уклонио званичник. Деветнаест америчких држава, заједно са Дистриктом Колумбија, дозвољавају опозив државних званичника.
Пре успешног опозива Греја Дејвиса, никада није опозван ниједан званичник државе Калифорније, иако је било 117 претходних покушаја. Само седам од њих чак је ушло на гласање, сви за државне законодавце. Сваки гувернер од Роналда Регана од 1968. године је био подложан опозиву. Греј Дејвис је био први гувернер Калифорније чији су противници скупили потребне потписе да би се квалификовали за посебне изборе. Дејвис се такође суочио са петицијом за опозив 1999. године, али тај напор није успео да добије довољно потписа да би се квалификовао за гласање. Дејвисов опозив у то време био је тек други избор за опозив гувернора у историји САД. Први опозив гувернера догодио се 1921. године, када је Лин Фрејзер из Северне Дакоте опозван због спора око државних индустрија, а заменио га је Ранвлад Нестос. Трећи избори за опозив гувернора догодио су се у Висконсину 2012. године, који за разлику од претходна два није успео.
Опозив из 2003. године подстакнуто је неким акцијама које су предузели Дејвис и његов претходник, гувернер Вилсон. Многи људи били су узнемирени одлуком гувернера да блокира доношење Прописа 187, који је Савезни окружни суд оценио неуставним. Дејвис, који се успротивио тој мери, одлучио је да се не жали на случај Врховном суду САД-а, ефективно убијајући гласачку меру. Такође је потписао два нова закона о рестриктивној контроли оружја. Такође, многи људи су били веома љути због текуће калифорнијске електричне кризе. Кризу је изазвао низ дерегулаторних потеза, укључујући и закон који је претходни гувернер потписао у закон. Како се Дејвисов опозив појавио пре него што је одслужио половину свог мандата гувернера, он је и даље имао право да одлежи још један мандат.

## Позадина избора

### Калифорнијски закон
Према калифорнијском закону, било који изабрани званичник може бити мета кампање опозива. Да би покренули изборе за опозив, заговорници опозива морају прикупити одређени број потписа регистрованих бирача у одређеном временском периоду. Број потписа широм државе мора бити једнак 12% од броја гласова датих на претходним изборима за ту функцију. За изборе за опозив 2003. године, то је значило најмање 897.156 потписа, на основу избора одржаних у новембру 2002.
Покушај опозива Греја Дејвиса је започео са републиканцима Тедом Костом, Марком Абернатијем и Хауардом Калугијанијем, који су поднели петицију државном секретару Калифорније и започели прикупљање потписа. Тај напор није схваћен озбиљно док представник представник Дарел Иса, који се надао да ће се кандидовати као заменски кандидат за гувернера, није донирао 2 милиона долара новом одбору Спасимо Калифорнију. На крају су предлагачи прикупили око 1,6 милиона потписа, од којих је 1.356.408 оверено као валидно.
У већини околности у којима је кампања опозива изабраног званичника широм државе прикупила потребан број потписа, гувернер је дужан да закаже посебне изборе за гласање о опозиву. Ако се кампања за опозив квалификовала мање од 180 дана пре следећих редовно заказаних избора, опозив постаје део тих редовно заказаних избора. У случају опозива гувернера, одговорност за заказивање посебних избора пада на потпоручника, који је 2003. године био Круз Бустаманте.

### Политичка клима
Политичку климу у великој мери обликовала је калифорнијска електрична криза раних 2000-их, током које су многи људи потрошили трошак своје потрошње енергије, јер су се нестанци струје догађали широм државе. Јавност је Дејвиса сматрала делимично одговорним, иако су узроци били савезна дерегулација и калифорнијски Закон о преструктурирању електропривреде, који је гувернер Вилсон потписао законом. Исход опозива покретала је перцепција да је Дејвис лоше управљао догађајима који су довели до енергетске кризе. Тврдило се да се није енергично борио за Калифорнијце против енергетских превара и да није довољно брзо инсистирао на законодавној или хитној извршној акцији против преварантских компанија. Речено је да је потписао уговоре договарајући се да ће енергетским компанијама плаћати фиксне, али надуване цене у наредним годинама на основу оних плаћених током кризе. Противници су сматрали да би републикански гувернер, користан корпорацијама, могао да заштити Калифорнију од даље корпоративне преваре. Други су спекулисали да су укључене корпорације тражиле не само профит, већ су деловале у договору са републиканским политичким савезницима да би нанеле политичку штету национално утицајном демократском гувернеру. Још неки, попут Аријане Хафингтон, тврдили су да Дејвис прикупљањем средстава и доприносима за кампање од различитих компанија, укључујући енергетске компаније, онемогућава да се суочи са својим сарадницима.
Дејвис је прихватио 2.000.000 америчких долара од Калифорнијског удружења за поправне мировне санкције и искористио своје политичке везе како би им процијенио повишицу од 5.000.000.000 америчких долара током наредних година. То је навело многе људе широм Калифорније да верују да је Дејвис крив за корупцију, чак и ако није испунио стандард неопходан за кривично гоњење.

## Аргументи у вези са опозивом
Присталице напора за опозив цитирале су Дејвисов наводни недостатак вођства, у комбинацији са ослабљеном и повређеном економијом у Калифорнији. Према циркулацији представке:
[Поступци гувернера Дависа били су] грубо лоше управљање калифорнијским финансијама прекомерним трошењем новца пореских обвезника, угрожавање јавне безбедности резањем средстава локалним самоуправама, пропуштање да узме у обзир претеране трошкове енергије и генерално неуспех у решавању главних проблема државе док не дођу до фазе кризе.
Противници опозива рекли су да је ситуација била сложенија из неколико разлога.
Читаве Сједињене Државе и многи њихови економски трговински партнери били су у економској рецесији. Калифорнија је погођена теже од осталих држава на крају спекулативног балона познатог као "dot-com балон" између 1996. и 2000. године када је Силицијумска долина била центар интернет економије. Државни расходи у Калифорнији порасли су када је влада била у равни са приходима. Неки Калифорнијци кривили су Дејвиса и државно законодавство што настављају да троше пуно док су приходи пресушили, што је на крају довело до рекордних дефицита.
Такође, калифорнијска електрична криза између 2000 и 2001. године је нанела велику финансијску штету држави Калифорнија. Правна питања још увек нису решена на време како би ублажила оштру потребу Калифорније за електричном енергијом, а држава је увела "укидајућа затамњења", а у неким случајевима и казне за прекомерну употребу енергије. У кампањи опозива, републиканци и други који су се противили Дејвисовој власти понекад су оптуживали да Давис није "правилно реаговао" на кризу. У ствари, већина економиста се није сложила, верујући да Дејвис не може учинити ништа друго - и свако у гувернеровој канцеларији морао би капитулирати као Дејвис, у одсуству савезне помоћи. Бушова администрација одбила је захтеве за савезну интервенцију, одговарајући да је проблем Калифорније да реши. Ипак, накнадна откривања корпоративних рачуноводствених скандала и тржишних манипулација од стране неких енергетских компанија са седиштем у Тексасу нису мало ублажила критику Дејвисовог решавања кризе.
Дејвис је постао гувернер 1998. године након снажне победе и оцене одобравања од 60%, док је калифорнијска економија бурила до нових висина током dot-com бума. Дејвис је преузео свој мандат од бирача и тражио је центристичку политичку позицију, одбијајући неке захтеве синдиката и учитељских организација са левице. Дејвис, којем су се републиканци већ успротивили, почео је губити наклоност чланова своје странке. Ипак, Дејвисове оцене одобрења остале су изнад 50%.
Када је калифорнијска криза електричне енергије напала државу 2001. године, Дејвису су изрекли напад због његовог спорог и неефикасног одговора. Оцена његовог одобрења пала је у 30-е и никада се није опоравила. Када се смирила енергетска криза, Дејвисову администрацију погодио је скандал око прикупљања средстава. Калифорнија је имала уговор са компанијом Oracle вредан 95 милиона долара за који је државни ревизор утврдио да је непотребан и прецењен. Три Дејвисова помоћника отпуштена су или су поднела оставке након што је откривено да је гувернеров саветник за технологију прихватио новчани прилог у износу од 25.000 америчких долара убрзо након потписивања уговора. Новац је враћен, али скандал је подстакао помну контролу Дејвисовог прикупљања средстава за његову кандидатуру за реизбор 2002. године.
На примарним изборима 2002, Дејвис се несметано кандидовао за демократску номинацију. Средства за кампању трошио је на огласе за напад на државног секретара Калифорније Била Џонса и градоначелника Лоса Анђелеса Ричарда Риордана, двојице добро познатих умерених политичара у републиканској предизборној лиги. Резултат је био да је његов противкандидат на општим изборима био конзервативни републиканац и политички новопридошли Бил Сајмон, који је био популаран у сопственој странци, али га већина државне популације није знала. Напади обе стране искључили су гласаче и сузбили одзив; Давис је на крају победио са 47% гласова. Сузбијена излазност утицала је на снижавање прага за подношење захтева за опозив из 2003.
18. децембра 2002, нешто више од месец дана након поновног избора, Дејвис је најавио да ће се Калифорнија суочити са рекордним буџетским дефицитом који је могао достићи чак 35 милијарди долара, што је предвиђање за 13,7 милијарди долара више него месец дана раније. Коначно је процењено да ће тај број износити 38,2 милијарде долара, више од дефицита свих 49 других држава заједно. Већ пати од ниске оцене одобрења, Дејвисови бројеви достигли су историјске најниже вредности у априлу 2003. године са 24% одобрења и 65% неодобравања, према анкети у Калифорнији. Републиканци и демократе у држави готово да нису волели Дависа, а притисак на опозив био је велик.
Питање које је чинило да је подстакло јавност било је повећање накнаде за дозволу за употребу возила које је Дејвис применио у складу са одредбама закона које је донео његов претходник и који су првобитно смањили накнаде. Дана 20. јуна 2003. године, Дејвисова администрација је поново успоставила пуну накнаду за дозволу возила и акција је издржала правни изазов. Акција је била кључни корак у плану за сузбијање мањка од 38 милијарди долара у буџету за 2003–2004 годину. Повећање је утростручило накнаду за дозволу за возила за просечног власника аутомобила и почело се појављивати у обавештењима о обнављању почев од 1. августа те године. Државни буџет Калифорније, усвојен крајем јула 2003. године, обухваћао је предвиђених 4 милијарде долара повећаног прихода од накнаде за дозволу за употребу.
Присталице опозива гувернера окарактерисале су повећање као повишење пореза и користиле га као проблем у кампањи опозива. Средином августа 2003, Дејвис је донео план да преокрене повећање, надокнађујући приход порезима на оне који имају велике приходе, цигарете и алкохолна пића.
Када је Греј Дејвис опозван и Арнолд Шварценегер изабран за гувернера у октобру 2003. године, Шварценегер је обећао да ће његов први чин гувернера бити опозив повећања накнаде за дозволу за употребу возила. Дана 17. новембра, непосредно након инаугурације, гувернер Шварценегер је потписао извршну наредбу С-1-03 којом се накнада за дозволу возила укида ретроактивно до 1. октобра 2003, када је повећање таксе ступило на снагу. Аналитичари су предвидели да ће то додати више од четири милијарде долара државном дефициту. Шварценегер није назначио како ће се градовима и окрузима надокнадити изгубљени приход који су добили од накнаде за лиценцу за подршку јавној безбедности и другим активностима локалне управе.

## Избори за опозив

### Позадина
Петог фебруара 2003. године анти-порезни активиста Тед Коста објавио је план за покретање петиције за опозив Дејвиса. Формирано је неколико одбора за прикупљање потписа, али је Костин Дејвисов одбор за опозив једини био овлашћен од државе да преда потписе. Још један одбор "Одбор за опозив Греја Дејвиса", који су организовали републикански политички саветник Сал Русо и бивши републикански посланик Хауард Калугијан одиграо је мању улогу у подршци опозиву. Калугијан је био председник, а Русо главни стратег одбора. После опозива Калугијан и Русо су формирали Покренимо Америку Напред oрганизацију.
По закону, одбор је морао да прикупи потписе регистрованих гласача у Калифорнији у износу од 12% од броја Калифорничара који су гласали на претходним гувернерским изборима (новембар 2002) за одржавање посебног гласања за опозив. Организација је добила зелено светло за прикупљање потписа 25. марта 2003. Организатори су имали 160 дана за прикупљање потписа. Конкретно, морали су да прикупе најмање 897.158 ваљаних потписа регистрованих бирача до 2. септембра 2003.
Покрет за опозив почео је полако, углавном се ослањајући на радио за разговор, веб страницу, задружну е-пошту, усмену предају и локалне кампање које су покретале прикупљање потписа. Дејвис је тај напор исмевао као "партизанску несташлуку", "гомилу десничарских политичара" и назвао присталице губитницима. Ипак, до средине маја заговорници опозива рекли су да су прикупили 300.000 потписа. Они су покушали да прикупе потребне потписе до јула како би се на специјалним изборима изборили у јесен 2003. године, уместо у марту 2004. током примарних председничких избора у Демократској републици, када би вероватно одазив Демократске странке био већи. Напори су се и даље прикупљали, али опозив није био сасвим сигуран и заговорници нису имали довољно новца да промовишу свој циљ. Покрет је кренуо када је богати амерички представник Дарел Иса, републиканац који је заступао Сан Дијего у Калифорнији, 6. маја најавио да ће искористити свој лични новац да подстакне напоре. Све у свему, допринео је 1,7 милиона америчких долара сопственог новца за финансирање реклама и професионалних сакупљача потписа. Како се покрет убрзавао, покушај опозива почео је да доноси националне вести и убрзо се показало као готово сигурна ствар. Питање је било само да ли ће се прикупљати потписи довољно брзо да се ванредни избори приморају на крај 2003. године, а не у марту 2004. године. Е-пошта одбора за опозив Иса тврдила је да се државни секретар Калифорније Кевин Шели, припадник исте странке као и гувернер, одупирао овјери потписа за опозив што је дуже могуће. До средине маја, организација за опозив тражила је средства за покретање тужбе против Шели, и јавно је размотрио засебан напор опозива државног секретара.
Међутим, до 23. јула 2003, адвокати за опозив предали су преко 110% потребних потписа, и тог датума је државни секретар објавио да су потписи оверени и да ће се одржати избори за опозив. Присталице су поставиле циљ од 1,2 милиона да обезбеде у случају неваљаних потписа. На крају је било 1.363.411 ваљаних потписа од 1.660.245 прикупљених (потребно 897.156).
24. јула, поручник гувернер Круз Бустаманте најавио је да ће се Дејвис суочити са изборима за опозив 7. октобра. Ово су требали бити други избори за опозив гувернера у историји Сједињених Држава и први у историји Калифорније.
Устав Калифорније захтевао је да се избори за опозив одрже у року од 80 дана од дана потврђивања захтева за опозив, или у року од 180 дана ако у то време дођу редовно заказани избори у целој држави. Да је представка овјерена у року до 2. септембра, избори би се одржали у марту 2004. године, следећим заказаним изборима у целој држави. Уместо тога, Бустаманте је морао да одабере датум. Одабрао је уторак, 7. октобра 2003, што је било 76 дана након датума потврде.

### Главни кандидати
135 кандидата се укупно квалификовало за гласање за изборе за опозив 7. октобра. Неколико кандидата биле су истакнуте личности. На изборима су само четири кандидата добила најмање 1% гласова:
- Круз Бустаманте, поручник гувернера, Демократа.[23]
- Петер Камехо, кандидат Зелене странке за гувернера 2002 године.
- Том МекКлинток, сенатор, Републиканац.[24]
- Арнолд Шварценегер, холивудски глумац, Републиканац.[25]

### Изборни процес
Гласање се састојало од два питања; бирачи су могли гласати за једно или за друго, или за обоје. Прво питање је поставило да ли треба опозвати Греја Дејвиса. Било је једноставно питање да / не, а ако би већина гласала не, онда би друго питање постало ирелевантно и Греј Дејвис би остао гувернер Калифорније. Ако би већина гласала за, тада би Дејвис био уклоњен са функције након што се глас потврди, а друго питање би одредило његовог наследника.
Бирачи су морали да одаберу једног кандидата са дуге листе од 135 кандидата. Бирачи који су гласали против опозива Греја Дејвиса и даље би могли гласати за кандидата који ће га замијенити у случају да гласање о опозиву успије. Кандидат који добије највише гласова (мноштво) тада би постао следећи гувернер Калифорније. Овлашћење државног секретара Калифорније захтевало би завршетак у року од 39 дана од избора, а историја је указивала да би могао да захтева цео тај временски оквир за потврђивање резултата избора у целој држави. Када се резултати потврде, новоизабрани гувернер морао би да положи заклетву у року од 10 дана.

### Захтеви за пријављивање и кандидати
Они Калифорнијци који су желели да се кандидују за гувернера добили су рок до 9. августа. Захтеви за кандидатуру били су релативно ниски и привукли су низ занимљивих и чудних кандидата. Грађанину Калифорније требало је само да прикупи 65 потписа властите странке и плати неповратну накнаду од 3.500 америчких долара да би постао кандидат, или уместо накнаде, прикупи до 10.000 потписа било које странке, а такса се пропорционално дели са 10.000 важећих потписа кандидат поднео. Ниједан кандидат заправо није прикупио више од шачице потписа, тако да су сви платили готово читаву таксу. Поред тога, кандидати из признатих трећих страна пуштени су на гласачко листиће без накнаде ако су могли да прикупе 150 потписа од своје странке.
Ниски захтеви привукли су многе "просечне шале" без политичког искуства, као и неколико познатих кандидата. Многи истакнути потенцијални кандидати одлучили су да се не кандидују. Међу њима је била и америчка демократска сенаторка Дијан Фејнштајн, која се сматра најпопуларнијом демократом у држави у Калифорнији, која је навела сопствено искуство у повлачењу за време док је била градоначелник Сан Франциска.
Дарел Иса, који је финансирао напоре за опозив и рекао да ће се кандидовати за гувернера, нагло је одустао од трке 7. августа међу оптужбама да је напоре за опозив финанцирао само да би се сам запослио. Иса је тврдио да Шварценегерова одлука да се кандидује није утицала на његову одлуку и одустао је јер му је уверавано да се у опозиву кандидовало неколико јаких кандидата. San Francisco Chronicle је тврдио да су Дејвисови напади на Исину "карирану прошлост" и анкете које су показале снажну републиканску подршку Шварценегера довели до повлачења Исе.
Бивши градоначелник Лос Анђелеса Ричард Риордан и глумац Арнолд Шварценегер сложили су се да ће се кандидовати само један од њих; када је Шварценегер у емисији The Tonight Show са Џеј Леном објавио да ће бити кандидат, Риордан је одустао од трке. Риордан је био изненађен, а његови блиски кажу да су се наљутили када је сазнао да је Шварценегер кандидат. Риордан је на крају подржао Шварценегера, али његова подршка је описана као кратка и стварна за разлику од његовог обично ефузивног начина.
Државни комесар за осигурање Џон Гараменди је најавио 7. августа да ће бити кандидат за гувернера. Међутим, само два дана касније и само неколико сати пре истека крајњег рока за пријаву, он је најавио да неће ипак учествовати зато што по његовом мишљењу „ови избори за опозив постали су циркус“. Гараменди је био под страшним притиском да одустане од колега демократа који су се плашили поделе демократског гласања између њега и потпуковника Круза Бустаманта, уколико опозив успе.

### Кампања
3. септембра, пет главних кандидата, Аријана Хафингтон, Круз Бустаманте, Петер Камехо, Том МекКлинток и Петер Јуберот су учествовали у телевизијској дебати уживо. Приметно је био одсутан Арнолд Шварценегер за кога оптужени противници нису били адекватно припремљени. Шварценегер је више пута изјавио да неће учествовати у таквим догађајима до касније у изборном циклусу. Пре ове прве расправе, гувернер Дејвис је провео 30 минута одговарајући на питања панела новинара и гласача.
Због медијске пажње која је била усредсређена на неке кандидате, Game Show Network је одржао дебату у емисији под називом Ко жели да буде гувернер Калифорније? - Игра Дебате, емисија о политичким играма у којој учествује шест кандидата за које је мало вероватно да ће победити на изборима, укључујући бившу дечју звезду Гери Колман и порно звезду Мари Кери.
Бил Сајмон није подржао ниједног кандидата, али неколико недеља касније подржао је предводника Арнолда Шварценегера, као и Дарел Иса, који се није пријавио за трку. 9. септембра, а Петер Јуберот је повукао кандидатуру на изборима за опозив.
Преосталих пет најбољих кандидата окупили су се 24. септембра у универзитетској дворани на Калифорнијском државном универзитету у Сакраменту, на телевизијској дебати која је личила на премијеру филма са црвеног тепиха у Холивуду. Шварценегерово маркирано име привукло је велике гужве, карневалску атмосферу и војску од стотина акредитираних медија из целог света. Док су се кандидат и његово особље возили аутобусима који су се звали Тркач и Тотални опозив, новинарски аутобуси су добили име по Предатору.

### Анкете
Јавно мњење је било подељено око опозива, са многим страствено заузетим позицијама на обе стране избора за опозив. Калифорнијци су били прилично јединствени у свом неодобравању поступања гувернера Дејвиса са државом, с бројевима одобрења средином 20-их. На питање да ли би требало да га опозову, Калифорнијци су били подељенији, али анкете у недељама пре избора доследно су показале да ће већина гласати за његово уклањање.
Анкете су такође показале да су двојица водећих кандидата, поручник гувернер Круз Бустаманте, демократа и холивудски глумац Арнолд Шварценегер, републиканац, били око врата са око 25–35% гласова, а Бустаманте са мало предности у већини анкете. Републикански државни сенатор Том МекКлинток такође је анкетирао двоцифреним бројевима. Преостали кандидати анкетирани малим бројевима. Анкете у последњој недељи пре избора показале су подршку Дависовом клизању и подршку Сцхварзенеггер-у да расте.

### Резултати
Гласање 7. октобра имало је два питања.
Прво питање било је да ли треба опозвати Дависа, гувернера који је седео; оних који су гласали на њему било је 55,4% за опозив, а 44,6% против.
Друго питање је било ко ће заменити гувернера у случају да је већина гласала за његов опозив. Међу онима који су гласали о потенцијалној замени, Шварценегер је добио плуралити од 48,6%, надмашивши 31,5% поручника гувернера Круз Бустамантеа. Републиканац Том МекКлинток добио је 13,4% гласова. Петер Камехо анкетирао је 2,8%, заоставши за трећепласираним кандидатом за готово четири према један. Сваки преостали кандидат анкетирао је 0,6% или мање.
Шварценегерови гласови премашили су гласове за наредних пет кандидата заједно, упркос претпостављеној подели републиканских гласача између њега и МекКлинтока. Такође је било више гласова за Шварценегера (4.206.284) него гласова против опозива Дејвиса (4.007.783), избегавајући да теоријски сценарио замене има мање подршке од опозваног гувернера.
У 22 часова по локалном времену, Дејвис је признао да је изгубио од Шварценегера, рекавши, "Имали смо пуно добрих ноћи током последњих 20 година, али вечерас су људи одлучили да је време да неко други служи, и ја прихватам њихову пресуду". Отприлике 40 минута касније, у свом говору за прихватање, Шварценегер је рекао, "Данас ми је Калифорнија дала највећи поклон од свих: дали сте ми своје поверење гласајући за мене. Учинићу све што могу да то оправдам. Нећу вас изневерити".
Након избора, свих 58 округа Калифорније имало је по 28 дана да изврше опсежне прегледе својих гласова. Окрузи су ово време користиле за бројање било којих гласачких листића у одсуству или за привремене још увек небројане гласачке листиће, за усклађивање броја потписа на списку регистрованих бирача са бројем гласачких листића забележених у гласачкој изјави, за бројање свих важећих гласова за упис, за репродукцију било који оштећени гласачки листић, ако је потребно, и да се изврши бројање руку гласачких листића у 1% бирачких места, које је бирач изабрао насумично. Окрузи су тада имале седам дана од завршетка испитивања да поднесу своје коначне укупне гласове канцеларији државног секретара Калифорније. Државни секретар је морао да потврди коначно гласање у целој држави до 39 дана након избора.
Гласање је званично оверено 14. новембра 2003. Након што је глас оверен, изабрани гувернер Шварценегер морао је положити заклетву у року од десет дана. Његова инаугурација догодила се 17. новембра 2003.
| Легенда: | Повукао се пре такмичења |

| Избори за опозив гувернера Калифорније 2003. године |                                            |                                            |                                            |              |          |
| Гласови за опозив                                   | Гласови за опозив                          | Гласови за опозив                          | Гласови за опозив                          | Број гласова | Проценат |
| Да                                                  | Да                                         | Да                                         | Да                                         | 4,976,274    | 55.4%    |
| Не                                                  | Не                                         | Не                                         | Не                                         | 4,007,783    | 44.6%    |
| Неважећи или празни гласови                         | Неважећи или празни гласови                | Неважећи или празни гласови                | Неважећи или празни гласови                | 429,431      | 4.6%     |
| Укупно                                              | Укупно                                     | Укупно                                     | Укупно                                     | 9,413,488    | 100.0%   |
| Излазност                                           | Излазност                                  | Излазност                                  | Излазност                                  | 61.2%        | 61.2%    |
|                                                     |                                            |                                            |                                            |              |          |
| Место                                               | Политичка странка                          | Политичка странка                          | Кандидат                                   | Број гласова | Проценат |
| 1                                                   |                                            | Републиканска                              | Арнолд Шварценегер                         | 4,206,284    | 48.6%    |
| 2                                                   |                                            | Демократска                                | Круз Бустаманте                            | 2,724,874    | 31.5%    |
| 3                                                   |                                            | Републиканска                              | Том МекКлинток                             | 1,161,287    | 13.4%    |
|                                                     | Сви остали наведени и пријављени кандидати | Сви остали наведени и пријављени кандидати | Сви остали наведени и пријављени кандидати | 275,719      | 3.2%     |
| 4                                                   |                                            | Зелена                                     | Петер Камехо                               | 242,247      | 2.8%     |
| 5                                                   |                                            | Независан                                  | Аријана Хафингтон                          | 47,505       | 0.5%     |
| 6                                                   |                                            | Републиканска                              | Петер Јзберот                              | 25,134       | 0.3%     |
| 7                                                   |                                            | Демократска                                | Лери Флинт                                 | 17,458       | 0.2%     |
| 8                                                   |                                            | Независан                                  | Гери Колман                                | 14,242       | 0.2%     |
| 9                                                   |                                            | Независан                                  | Џорџ Шварцмен                              | 12,382       | 0.1%     |
| 10                                                  |                                            | Независан                                  | Мари Кери                                  | 11,179       | 0.1%     |
| 11                                                  |                                            | Демократска                                | Брус Марголин                              | 9,188        | 0.1%     |
| 12                                                  |                                            | Републиканска                              | Бил Сајмон                                 | 8,913        | 0.1%     |
| 13                                                  |                                            | Републиканска                              | Ван Во                                     | 7,226        | 0.1%     |
| 14                                                  |                                            | Независан                                  | Џон Кристофер Бертон                       | 6,748        | 0.1%     |
| 15                                                  |                                            | Демократска                                | Дејвид Робинсон                            | 6,496        | 0.1%     |
| 16                                                  |                                            | Независан                                  | Лео Галагер                                | 5,466        | 0.1%     |
| 17                                                  |                                            | Републиканска                              | Шерил Бли-Честер                           | 5,297        | 0.1%     |
| 18                                                  |                                            | Демократска                                | Лоренс Штраус                              | 5,245        | 0.1%     |
| 19                                                  |                                            | Демократска                                | Роналд Палмиери                            | 4,221        | 0.1%     |
| 20                                                  |                                            | Демократска                                | Калвин Луи                                 | 3,906        | 0.1%     |
| 21                                                  |                                            | Независан                                  | Бади Бадиоцамани                           | 3,404        | <0.1%    |
| 22                                                  |                                            | Демократска                                | Оди Бок                                    | 3,358        | <0.1%    |
| 23                                                  |                                            | Демократска                                | Ралф Хернандез                             | 3,199        | <0.1%    |
| 24                                                  |                                            | Демократска                                | Едвард Кенеди                              | 3,007        | <0.1%    |
| 25                                                  |                                            | Демократска                                | Дан Фејнштајн                              | 2,927        | <0.1%    |
| 26                                                  |                                            | Независан                                  | Боб МекКлејн                               | 2,857        | <0.1%    |
| 27                                                  |                                            | Демократска                                | Џејмс Грин                                 | 2,848        | <0.1%    |
| 28                                                  |                                            | Демократска                                | Герет Грунер                               | 2,562        | <0.1%    |
| 29                                                  |                                            | Независан                                  | Ангелин                                    | 2,536        | <0.1%    |
| 30                                                  |                                            | Демократска                                | Пол Мариано                                | 2,455        | <0.1%    |
| 31                                                  |                                            | Зелена                                     | Иван Хол                                   | 2,346        | <0.1%    |
| 32                                                  |                                            | Демократска                                | Џим Вејр                                   | 2,328        | <0.1%    |
| 33                                                  |                                            | Независан                                  | Џером Кунзман                              | 2,317        | <0.1%    |
| 34                                                  |                                            | Либертаријанска                            | Нед Роско                                  | 2,250        | <0.1%    |
| 35                                                  |                                            | Демократска                                | Георгина Расел                             | 2,216        | <0.1%    |
| 36                                                  |                                            | Демократска                                | Џонатан Милер                              | 2,214        | <0.1%    |
| 37                                                  |                                            | Независан                                  | Џек Гришам                                 | 2,200        | <0.1%    |
| 38                                                  |                                            | Демократска                                | Кристофер Спрол                            | 2,039        | <0.1%    |
| 39                                                  |                                            | Зелена                                     | Данијел Вотс                               | 2,021        | <0.1%    |
| 40                                                  |                                            | Либертаријанска                            | Кен Хамиди                                 | 1,948        | <0.1%    |
| 41                                                  |                                            | Демократска                                | Марк Валдез                                | 1,840        | <0.1%    |
| 42                                                  |                                            | Демократска                                | Франк Макуласо                             | 1,801        | <0.1%    |
| 43                                                  |                                            | Демократска                                | Данијел Рамирез                            | 1,778        | <0.1%    |
| 44                                                  |                                            | Републиканска                              | Рандал Спрог                               | 1,771        | <0.1%    |
| 45                                                  |                                            | Независан                                  | Брук Адамс                                 | 1,713        | <0.1%    |
| 46                                                  |                                            | Независан                                  | Мохамад Ариф                               | 1,709        | <0.1%    |
| 47                                                  |                                            | Независан                                  | Нејтан Валтон                              | 1,697        | <0.1%    |
| 48                                                  |                                            | Либертаријанска                            | Џон Хики                                   | 1,689        | <0.1%    |
| 49                                                  |                                            | Демократска                                | Мајк Шмир                                  | 1,652        | <0.1%    |
| 50                                                  |                                            | Мир и слобода                              | К.Т. Вебер                                 | 1,626        | <0.1%    |
| 51                                                  |                                            | Демократска                                | Дијана Фос                                 | 1,577        | <0.1%    |
| 52                                                  |                                            | Демократска                                | Мајкл Возниак                              | 1,562        | <0.1%    |
| 53                                                  |                                            | Независан                                  | Б.Е. Смит                                  | 1,545        | <0.1%    |
| 54                                                  |                                            | Демократска                                | Лингел Винтерс                             | 1,466        | <0.1%    |
| 55                                                  |                                            | Независан                                  | Ричард Симонс                              | 1,422        | <0.1%    |
| 56                                                  |                                            | Демократска                                | Џо Гузарди                                 | 1,419        | <0.1%    |
| 57                                                  |                                            | Независан                                  | Мајк Макарти                               | 1,351        | <0.1%    |
| 58                                                  |                                            | Демократска                                | Арт Браун                                  | 1,344        | <0.1%    |
| 59                                                  |                                            | Независан                                  | Леонард Падила                             | 1,343        | <0.1%    |
| 60                                                  |                                            | Природни закон                             | Ирис Адам                                  | 1,297        | <0.1%    |
| 61                                                  |                                            | Зелена                                     | Морис Волкер                               | 1,236        | <0.1%    |
| 62                                                  |                                            | Независан                                  | Трек Кели                                  | 1,210        | <0.1%    |
| 63                                                  |                                            | Демократска                                | Викрамиџт Баџва                            | 1,168        | <0.1%    |
| 64                                                  |                                            | Републиканска                              | Дејвид Семс                                | 1,166        | <0.1%    |
| 65                                                  |                                            | Природни закон                             | Дарин Принс                                | 1,152        | <0.1%    |
| 66                                                  |                                            | Америчка независна                         | Чарлс Пинеда                               | 1,104        | <0.1%    |
| 67                                                  |                                            | Демократска                                | Џон Мортенсен                              | 1,078        | <0.1%    |
| 68                                                  |                                            | Независан                                  | Сара Хенлон                                | 1,077        | <0.1%    |
| 69                                                  |                                            | Америчка независна                         | Дајен Тимплен                              | 1,067        | <0.1%    |
| 70                                                  |                                            | Демократска                                | Дик Лејн                                   | 1,065        | <0.1%    |
| 71                                                  |                                            | Републиканска                              | Џим Хофман                                 | 1,046        | <0.1%    |
| 72                                                  |                                            | Демократска                                | Вилијам Вон                                | 1,028        | <0.1%    |
| 73                                                  |                                            | Независан                                  | К. Стивен Хендерсон                        | 989          | <0.1%    |
| 74                                                  |                                            | Републиканска                              | Роберт Њуман                               | 987          | <0.1%    |
| 75                                                  |                                            | Републиканска                              | Џеми Сефорд                                | 943          | <0.1%    |
| 76                                                  |                                            | Демократска                                | Роберт Манхајм                             | 914          | <0.1%    |
| 77                                                  |                                            | Републиканска                              | Дорин Мусили                               | 907          | <0.1%    |
| 78                                                  |                                            | Демократска                                | Скот Медник                                | 903          | <0.1%    |
| 79                                                  |                                            | Демократска                                | А. Лавар Тејлор                            | 851          | <0.1%    |
| 80                                                  |                                            | Независан                                  | Брајан Трејси                              | 842          | <0.1%    |
| 81                                                  |                                            | Независан                                  | Курт Рајтмјер                              | 837          | <0.1%    |
| 82                                                  |                                            | Демократска                                | Кристофер Ранкен                           | 823          | <0.1%    |
| 83                                                  |                                            | Независан                                  | Шерон Рашфорд                              | 821          | <0.1%    |
| 84                                                  |                                            | Демократска                                | Дерин Шидле                                | 814          | <0.1%    |
| 85                                                  |                                            | Независан                                  | Патриша Тили                               | 792          | <0.1%    |
| 86                                                  |                                            | Независан                                  | Дерил Мобли                                | 778          | <0.1%    |
| 87                                                  |                                            | Републиканска                              | Алех-Ст. Џејмс                             | 771          | <0.1%    |
| 88                                                  |                                            | Демократска                                | Боб Едвардс                                | 758          | <0.1%    |
| 89                                                  |                                            | Републиканска                              | Дуглас Андерсон                            | 754          | <0.1%    |
| 90                                                  |                                            | Независан                                  | Џол Бритон                                 | 751          | <0.1%    |
| 91                                                  |                                            | Републиканска                              | Мајкл Џексон                               | 746          | <0.1%    |
| 92                                                  |                                            | Републиканска                              | Ед Бејер                                   | 727          | <0.1%    |
| 93                                                  |                                            | Демократска                                | Пол Мејландер                              | 715          | <0.1%    |
| 94                                                  |                                            | Републиканска                              | Џон Берд                                   | 699          | <0.1%    |
| 95                                                  |                                            | Демократска                                | Пол Нејв                                   | 679          | <0.1%    |
| 96                                                  |                                            | Демократска                                | Роберт Куленбајн                           | 632          | <0.1%    |
| 97                                                  |                                            | Демократска                                | Ворен Ферел                                | 626          | <0.1%    |
| 98                                                  |                                            | Републиканска                              | Чак Волкер                                 | 623          | <0.1%    |
| 99                                                  |                                            | Републиканска                              | Вилијам Чејмберс                           | 610          | <0.1%    |
| 100                                                 |                                            | Републиканска                              | Вип Бола                                   | 607          | <0.1%    |
| 101                                                 |                                            | Демократска                                | Геролд Ли Горман                           | 598          | <0.1%    |
| 102                                                 |                                            | Републиканска                              | Денис МекМахон                             | 591          | <0.1%    |
| 103                                                 |                                            | Републиканска                              | Џејмс Вандевентер                          | 588          | <0.1%    |
| 104                                                 |                                            | Демократска                                | Ерик Коревар                               | 586          | <0.1%    |
| 105                                                 |                                            | Демократска                                | Кели Кимбол                                | 582          | <0.1%    |
| 106                                                 |                                            | Републиканска                              | Мајк МекНејли                              | 581          | <0.1%    |
| 107                                                 |                                            | Републиканска                              | С. Иса                                     | 554          | <0.1%    |
| 108                                                 |                                            | Републиканска                              | Гино Марторана                             | 532          | <0.1%    |
| 109                                                 |                                            | Републиканска                              | Ричард Госе                                | 497          | 0.0%     |
| 110                                                 |                                            | Демократска                                | Тим Силвестер                              | 489          | 0.0%     |
| 111(t)                                              |                                            | Демократска                                | Бил Прејди                                 | 474          | 0.0%     |
| 111(t)                                              |                                            | Републиканска                              | Брајан Квин                                | 474          | 0.0%     |
| 113                                                 |                                            | Републиканска                              | Џефри Мок                                  | 455          | 0.0%     |
| 114                                                 |                                            | Републиканска                              | Пол Ван                                    | 452          | 0.0%     |
| 115                                                 |                                            | Независан                                  | Мајкл Хели                                 | 451          | 0.0%     |
| 116                                                 |                                            | Републиканска                              | Хедер Питерс                               | 444          | 0.0%     |
| 117                                                 |                                            | Независан                                  | Џеф Рејнфорт                               | 425          | 0.0%     |
| 118                                                 |                                            | Независан                                  | Роналд Фридман                             | 419          | 0.0%     |
| 119                                                 |                                            | Републиканска                              | Тод Карсон                                 | 386          | 0.0%     |
| 120                                                 |                                            | Независан                                  | Скот Дејвис                                | 384          | 0.0%     |
| 121                                                 |                                            | Републиканска                              | Данијел Ричардс                            | 383          | 0.0%     |
| 122                                                 |                                            | Републиканска                              | Карл Мер                                   | 376          | 0.0%     |
| 123                                                 |                                            | Демократска                                | Лорејн Фонтанес                            | 365          | 0.0%     |
| 124                                                 |                                            | Демократска                                | Гери Леонард                               | 359          | 0.0%     |
| 125                                                 |                                            | Републиканска                              | Грегори Полик                              | 349          | 0.0%     |
| 126                                                 |                                            | Републиканска                              | Џон Зелхофер                               | 346          | 0.0%     |
| 127                                                 |                                            | Републиканска                              | Рева Ренз                                  | 333          | 0.0%     |
| 128                                                 |                                            | Републиканска                              | Кевин Рихтер                               | 305          | 0.0%     |
| 129                                                 |                                            | Републиканска                              | Стивен Кнап                                | 298          | 0.0%     |
| 130                                                 |                                            | Републиканска                              | Вилијам Цангарес                           | 281          | 0.0%     |
| 131                                                 |                                            | Републиканска                              | Логан Клементс                             | 274          | 0.0%     |
| 132                                                 |                                            | Републиканска                              | Роберт Дол                                 | 273          | 0.0%     |
| 133                                                 |                                            | Демократска                                | Дејвид Кесингер                            | 261          | 0.0%     |
| 134                                                 |                                            | Републиканска                              | Џин Фонт                                   | 235          | 0.0%     |
| 135                                                 |                                            | Независан                                  | Тод Луис                                   | 192          | 0.0%     |
| 136                                                 |                                            | Независан                                  | Матилда Спак (самоуписан/а)                | 16           | 0.0%     |
| 137(т)                                              |                                            | Републиканска                              | Џејсон Гастрич (самоуписан/а)              | 11           | 0.0%     |
| 137(т)                                              |                                            | Демократска                                | Монти Манибог (самоуписан/а)               | 11           | 0.0%     |
| 139(т)                                              |                                            | Независан                                  | Томас Бенино (самоуписан/а)                | 7            | 0.0%     |
| 139(т)                                              |                                            | Независан                                  | Р. Чарли Чедвик (самоуписан/а)             | 7            | 0.0%     |
| 141(т)                                              |                                            | Независан                                  | Ширли Коли (самоуписан/а)                  | 5            | 0.0%     |
| 141(т)                                              |                                            | Демократска                                | Џејн Дасон (самоуписан/а)                  | 5            | 0.0%     |
| 143(т)                                              |                                            | Демократска                                | Полин Купер (самоуписан/а)                 | 4            | 0.0%     |
| 143(т)                                              |                                            | Независан                                  | Пол Валтон (самоуписан/а)                  | 4            | 0.0%     |
| 145(т)                                              |                                            | Републиканска                              | Џим Трентон (самоуписан/а)                 | 3            | 0.0%     |
| 145(т)                                              |                                            | Демократска                                | Винес Ворен (самоуписан/а)                 | 3            | 0.0%     |
| 147(т)                                              |                                            | Независан                                  | Кристи Касел (самоуписан/а)                | 2            | 0.0%     |
| 147(т)                                              |                                            | Републиканска                              | Жак-Андре Истел (самоуписан/а)             | 2            | 0.0%     |
| 147(т)                                              |                                            | Демократска                                | Кристијан Мејстер (самоуписан/а)           | 2            | 0.0%     |
| 147(т)                                              |                                            | Независан                                  | Винсент Палавер (самоуписан/а)             | 2            | 0.0%     |
| 147(т)                                              |                                            | Демократска                                | Линколн Пикард (самоуписан/а)              | 2            | 0.0%     |
| 147(т)                                              |                                            | Демократска                                | Линда Тот (самоуписан/а)                   | 2            | 0.0%     |
| 147(т)                                              |                                            | Републиканска                              | Доналд Вонг (самоуписан/а)                 | 2            | 0.0%     |
| 154(т)                                              |                                            | Демократска                                | Роберт Гиб (самоуписан/а)                  | 1            | 0.0%     |
| 154(т)                                              |                                            | Независан                                  | Роналд Спранглер (самоуписан/а)            | 1            | 0.0%     |
| 154(т)                                              |                                            | Независан                                  | Кајли Коновер (самоуписан/а)               | 1            | 0.0%     |
| 154(т)                                              |                                            | Демократска                                | Бил Тил (самоуписан/а)                     | 1            | 0.0%     |
| 154(т)                                              |                                            | Демократска                                | Џарлин Вајт (самоуписан/а)                 | 1            | 0.0%     |
| 154(т)                                              |                                            | Републиканска                              | Џол Вирт (самоуписан/а)                    | 1            | 0.0%     |
| Неважећи или празни гласови                         | Неважећи или празни гласови                | Неважећи или празни гласови                | Неважећи или празни гласови                | 755,575      | 8.0%     |
| Укупно                                              | Укупно                                     | Укупно                                     | Укупно                                     | 9,413,491    | 100.0%   |
| Излазност                                           | Излазност                                  | Излазност                                  | Излазност                                  | 61.2%        | 61.2%    |
|                                                     | Републикански добитак од Демократа         |                                            |                                            |              |          |